# 1525 a tudományban
Az 1525. év a tudományban és technikában.

## Csillagászat
- Jean Fernel kiszámítja a Föld kerületét; az eredmény a helyes 40 000 kilométer.

## Születések
- Steven Borough, angol felfedező

## Halálozások
- Johann Haller, lengyel nyomdász